# Stegastes aureus
Stegastes aureus és una espècie de peix de la família dels pomacèntrids i de l'ordre dels perciformes.

## Morfologia
Els mascles poden assolir els 11 cm de longitud total.

## Distribució geogràfica
Es troba a Nova Caledònia, les Illes de la Línia, Samoa, les Tuamotu i les Illes Marqueses.